# Zoltán Peskó

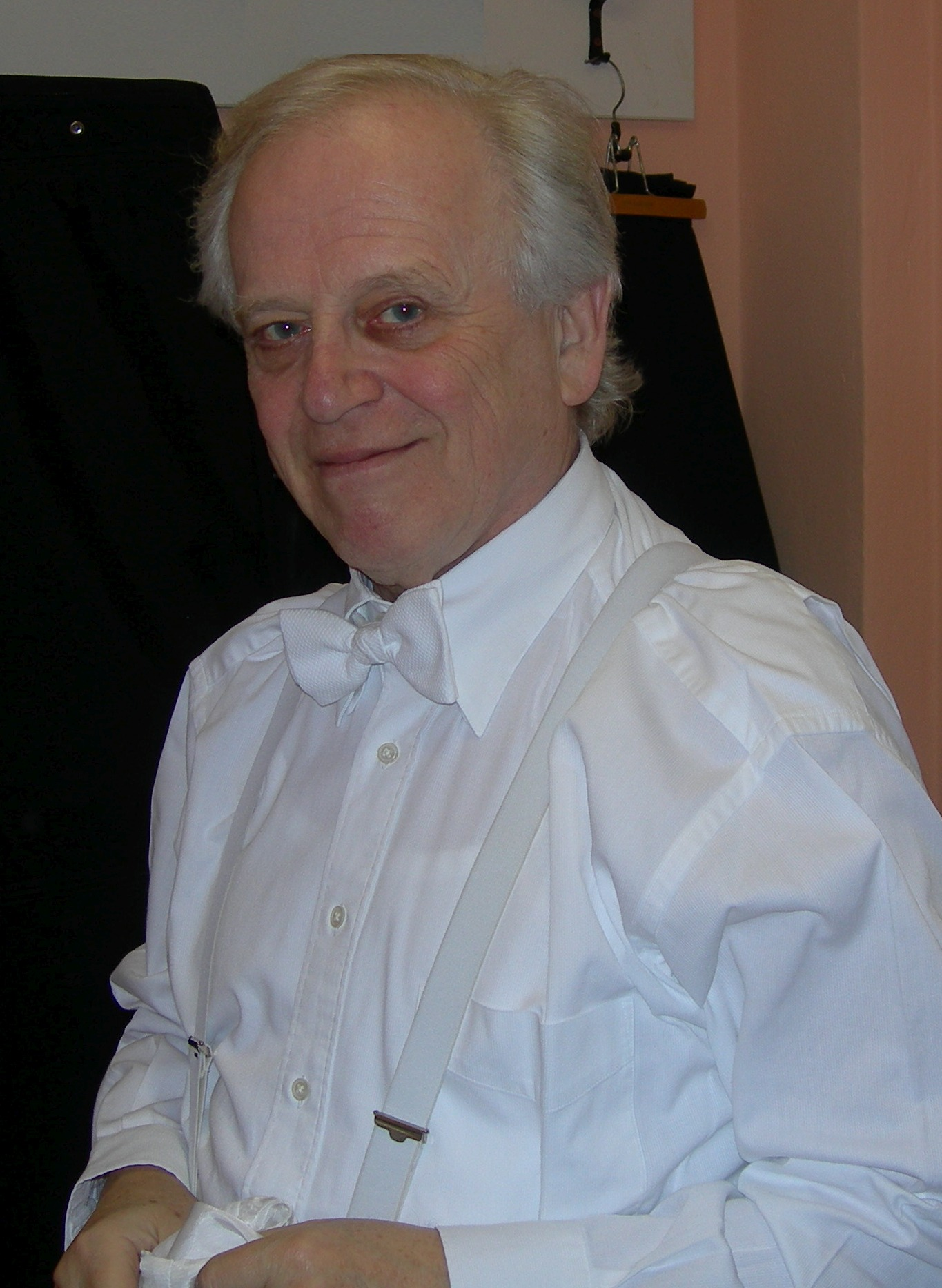
Zoltán Peskó (2006)

Zoltán Peskó (* 15. Februar 1937 in Budapest; † 31. März 2020 ebenda) war ein aus Ungarn stammender Komponist und Dirigent, der in Italien, Deutschland, der Schweiz und zuletzt wieder in Ungarn lebte.

## Leben
Zoltán Peskó stammte aus einer lutheranischen Kirchenmusikerfamilie, sowohl sein Vater (Zoltán Peskó senior, 1903–1967) wie sein Bruder György Peskó (1933–2002) waren Organisten. Zoltán absolvierte ein Musikstudium in seiner Heimatstadt an der Franz-Liszt-Musikhochschule und arbeitete zunächst als Dirigent und Komponist von Film- und Bühnenmusiken beim ungarischen Nationaltheater und Fernsehen, daneben unterrichtete er an der Universität für Theater- und Filmkunst. Im Januar 1964 kehrte er von einer Konzertreise nicht mehr nach Ungarn zurück. Er besuchte Meisterkurse in Italien und der Schweiz. An der römischen Accademia Nazionale di Santa Cecilia war er Kompositionsschüler von Goffredo Petrassi, im Dirigieren Schüler von Franco Ferrara und Sergiu Celibidache, danach studierte er 1965 in Basel bei Pierre Boulez. 
Die Dirigentenkarriere Peskós endete abrupt mit einer Schulteroperation im Jahr 2012. In deren Folge erlitt er einen Schlaganfall mit halbseitiger Lähmung und kehrte von seinem Wohnsitz Neggio im Tessin wieder nach Budapest zurück. 
Zoltán Peskó war mit Katalin („Tünde“) Peskó verheiratet. Die beiden hatten sich schon in der Schule in Budapest kennengelernt. Aus der Ehe gingen zwei Töchter hervor, Patrizia Ester (* 1968) und Susanna (* 1970). Tünde pflegte ihren Mann aufopferungsvoll die letzten Jahre, die er im Rollstuhl, nicht mehr ansprechbar, verbrachte. Sie starb am 1. Februar 2018.

## Karriere
In Rom trat Peskó 1965 erstmals ans Pult des römischen Sinfonieorchesters der RAI. Zwischen 1966 und 1973 wirkte er an der Deutschen Oper Berlin und bekleidete eine Dozentenstelle an der dortigen Staatlichen Hochschule für Musik und Darstellende Kunst. Sein Debüt 1970 an der Mailänder Scala (wo er im selben Jahr Ulisse von Dallapiccola, den Feurigen Engel von Prokofjew und Mozarts Gärtnerin aus Liebe dirigierte) bildete den Auftakt zu einer internationalen Karriere. Diese begann bei den Berliner Philharmonikern, dem BBC Symphony Orchestra und dem Royal Concertgebouw-Orchester in Amsterdam. 
Zahlreiche Gastkonzerte führten Peskó durch Europa, nach Südamerika, in die damalige Sowjetunion sowie die Vereinigten Staaten. Im Jahr 1973 wurde er Chefdirigent des Teatro Comunale in Bologna, drei Jahre später übernahm er dieselbe Position am Teatro La Fenice in Venedig, und von 1978 bis 1983 leitete er das Orchester des Italienischen Rundfunks RAI in Mailand. Zwischen 1977 und 1980 restaurierte er Salammbô, die erste (unvollendete) Oper von Modest Mussorgski, die er im November 1980 in Mailand konzertant uraufführte und deren erste szenische Aufführung unter der Regie von Juri Petrowitsch Ljubimow im neapolitanischen Opernhaus San Carlo er leitete. 
Von 1995 bis zum August 1999 wirkte er als Generalmusikdirektor an der Deutschen Oper am Rhein; von 2001 bis 2005 war er Musikdirektor des Portugiesischen Symphonischen Orchesters und des Lissaboner Opernhauses Sao Carlos. Dort dirigierte er unter anderem Die Zauberin (Чародейка, Tscharodeika), eine vielbeachtete Wiederausgrabung der fast nie gespielten Oper Tschaikowskis. Ab 2000 leitete er den Meisterkurs für junge Dirigenten des Bartók-Festivals von Szombathely, wo er 2007 mit der Ungarischen Nationalphilharmonie das Schlusskonzert dirigierte.  
Von 2009 bis 2011 leitete er die Pannonische Philharmonie in Pécs (Fünfkirchen). Eines seiner letzten Konzerte war die Aufführung von Liszts Oratorium Christus mit der Pannonischen Philharmonie im Wiener Stephansdom (2011). Seine Dirigiertätigkeit endete 2012 (s. o.). 
Regelmäßig wurde Peskó zu den großen europäischen Musikfestivals eingeladen und war in den Musikmetropolen Europas ein häufiger Gast. Seine Tätigkeit als Konzert- und Operndirigent umfasste das ganze Spektrum von der Renaissance bis zur zeitgenössischen Avantgarde. So dirigierte er, teilweise als Uraufführungen, Werke ungarischer Komponisten des 20. Jahrhunderts (Béla Bartók, Zoltán Kodály, Sándor Veress, György Ligeti, György Kurtág, András Szőllősy und Péter Eötvös) und die Avantgarde der europäischen und amerikanischen Musik (unter anderen Luigi Dallapiccola, Goffredo Petrassi, Bruno Maderna, Morton Feldman, Luciano Berio, Luigi Nono und Giacinto Scelsi). Die ungewöhnliche Vielseitigkeit des Dirigenten ist in zahlreichen Rundfunk- und Schallplattenaufnahmen dokumentiert. Er publizierte Aufsätze über Musik auf Deutsch und Ungarisch.

## Auszeichnungen
- 1993: Deutscher Schallplattenpreis
- 2007: Béla-Bartók-Ditta-Pásztori-Preis

## Schriften
- Über Musik, Theater, Musiktheater. Budapest, Verlag Rózsavölgyi und Co., 2009 (ungarisch). ISBN 978-963-88317-9-8